# Geum fauriei
Geum fauriei là loài thực vật có hoa trong họ Hoa hồng. Loài này được H. Lév. mô tả khoa học đầu tiên.